# Oncocephala
Oncocephala is een geslacht van kevers uit de familie bladkevers (Chrysomelidae).
De wetenschappelijke naam van het geslacht werd in 1846 gepubliceerd door Agassiz.

## Soorten
- Oncocephala acutangula (Gestro, 1917)
- Oncocephala angulata (Gestro, 1885)
- Oncocephala angusticollis Gestro, 1906
- Oncocephala atratangula (Gressitt, 1938)
- Oncocephala atripennis (Pic, 1935)
- Oncocephala basilewskyi Uhmann, 1953
- Oncocephala bicristata (Chapuis, 1876)
- Oncocephala bouvieri Gestro, 1899
- Oncocephala cuneata Gestro, 1906
- Oncocephala deltoides Dohrn
- Oncocephala depressa (Maulik, 1919)
- Oncocephala dorsalis (Weise, 1897)
- Oncocephala feae Gestro, 1899
- Oncocephala gestroi Weise, 1899
- Oncocephala grandis (Chen & Yu, 1962)
- Oncocephala hemicyclica (Chen & Yu, 1962)
- Oncocephala inchoans Uhmann, 1954
- Oncocephala incisa Pic, 1941
- Oncocephala insignis Gestro, 1899
- Oncocephala kolbei Gestro, 1899
- Oncocephala madoni Pic, 1941
- Oncocephala methneri Uhmann, 1928
- Oncocephala modiglianii Gestro, 1899
- Oncocephala montivaga Gestro, 1914
- Oncocephala nervosa Weise, 1902
- Oncocephala perrieri Fairmaire, 1899
- Oncocephala philippinica (Uhmann, 1937)
- Oncocephala polilloana (Uhmann, 1931)
- Oncocephala promontorii Péringuey, 1898
- Oncocephala proxima Gestro, 1899
- Oncocephala quadrilobata (Guérin-Méneville, 1844)
- Oncocephala ruficornis Pic, 1941
- Oncocephala scabrosa Gestro, 1906
- Oncocephala senegalensis (Guérin-Méneville, 1844)
- Oncocephala severinii Gestro, 1899
- Oncocephala siamensis Gestro, 1899
- Oncocephala sulawesia (Gressitt, 1957)
- Oncocephala tenax (Weise, 1897)
- Oncocephala tuberculata (Olivier, 1792)